# Geonoma hoffmanniana
Geonoma hoffmanniana là loài thực vật có hoa thuộc họ Arecaceae. Loài này được H.Wendl. ex Spruce mô tả khoa học đầu tiên năm 1869.